# SeHCAT
SeHCAT (axit 23-seleno-25-homotaurocholic, axit selen homocholic taurine, hoặc axit tauroselcholic) là một loại thuốc được sử dụng trong xét nghiệm lâm sàng để chẩn đoán tình trạng kém hấp thu axit mật.

## Phát triển
SeHCAT là một chất tương tự axit mật kết hợp taurine được tổng hợp để sử dụng như một dược phẩm phóng xạ để điều tra in vivo sự lưu thông enterohepatic của muối mật. Bằng cách kết hợp bộ phát gamma 75 Se vào phân tử SeHCAT, sự lưu giữ trong cơ thể hoặc mất hợp chất này vào phân có thể được nghiên cứu dễ dàng bằng máy ảnh gamma tiêu chuẩn, có sẵn trong hầu hết các khoa y học hạt nhân lâm sàng.
SeHCAT đã được chứng minh là được hấp thụ từ ruột và bài tiết vào mật với tỷ lệ tương tự như axit cholic, một trong những axit mật tự nhiên chính ở người. Nó trải qua quá trình bài tiết vào cây mật, túi mật và ruột để đáp ứng với thức ăn và được tái hấp thu hiệu quả ở hồi tràng, với động học tương tự như axit mật tự nhiên. Nó đã sớm được chứng minh là phương pháp thuận tiện và chính xác nhất có sẵn để đánh giá và đo lường sự thay đổi axit mật trong ruột. Thử nghiệm SeHCAT được phát triển thương mại bởi Amersham International Ltd (Amersham plc hiện là một phần của bộ phận Chẩn đoán Y tế GE Healthcare) để sử dụng lâm sàng để điều tra tình trạng kém hấp thu ở bệnh nhân bị tiêu chảy. Xét nghiệm này đã thay thế 14 xét nghiệm hơi thở glycocholic acid (hoặc axit taurocholic) được dán nhãn C và đo axit mật trong phân, hiện không có chỗ trong điều tra lâm sàng về sự kém hấp thu.

## Thủ tục
Một viên nang chứa phóng xạ 75 SeHCAT (với 370 kBq của Selenium-75 và nhỏ hơn 0,1   mg SeHCAT) được uống bằng nước, để đảm bảo việc đưa viên nang vào đường tiêu hóa. Thời gian bán hủy vật lý của 75 Se là khoảng 118 ngày; hoạt động được điều chỉnh theo ngày tham chiếu tiêu chuẩn.
Bệnh nhân có thể được hướng dẫn nhịn ăn trước khi dùng viên nang; có sự khác biệt đáng kể trong thực hành lâm sàng về vấn đề này. Liều bức xạ hiệu quả cho một người trưởng thành được cho 370   kBq của SeHCAT là 0,26   mSv. (Để so sánh, phơi nhiễm phóng xạ từ CT scan bụng được trích dẫn ở 5.3   mSv và tiếp xúc với nền hàng năm ở Anh 1-3   mSv.) Các phép đo ban đầu được thực hiện với bộ đếm toàn thân nhưng thường được thực hiện ngay bây giờ với máy ảnh gamma không được đánh giá cao. Bệnh nhân được quét nằm ngửa hoặc có xu hướng thu nhận trước và sau từ đầu đến đùi 1 đến 3 giờ sau khi uống viên nang. Quét được lặp lại sau 7 ngày. Các giá trị nền được trừ đi và phải cẩn thận để tránh các nguồn phóng xạ bên ngoài trong khoa y học hạt nhân.
Từ các phép đo này, phần trăm giữ lại của SeHCAT sau 7 ngày được tính toán. Giá trị duy trì SeHCAT trong 7 ngày lớn hơn 15% được coi là bình thường, với các giá trị dưới 15% biểu thị mất axit mật quá mức, như được tìm thấy trong kém hấp thu axit mật.
Với các phép đo thường xuyên hơn, có thể tính được thời gian bán hủy toàn thân của SeHCAT; điều này không được đo thường xuyên trong môi trường lâm sàng. Thời gian bán hủy lớn hơn 2,8 ngày đã được trích dẫn là bình thường.

## Sử dụng lâm sàng
Xét nghiệm SeHCAT được sử dụng để điều tra những bệnh nhân nghi ngờ kém hấp thu axit mật, thường bị tiêu chảy mãn tính, thường đi qua phân nước 5 đến 10 lần mỗi ngày. Khi hồi tràng đã được cắt bỏ sau phẫu thuật, hoặc bị viêm trong bệnh Crohn, việc giữ SeHCAT trong 7 ngày thường là bất thường, và hầu hết những bệnh nhân này sẽ được hưởng lợi từ việc điều trị bằng các chất cô lập axit mật. Sự lưu thông đường tiêu hóa của axit mật bị giảm ở những bệnh nhân có bất thường bất thường và, do sự lưu giữ axit mật bình thường vượt quá 95%, chỉ cần một mức độ thay đổi nhỏ. Acid mật kém hấp thu cũng có thể là thứ phát sau cắt bỏ túi mật, vagotomy và các rối loạn khác ảnh hưởng đến nhu động ruột hoặc tiêu hóa như viêm ruột bức xạ, bệnh celiac, và sự phát triển quá mức của các vi khuẩn ở ruột non.
Một hình ảnh tương tự về tiêu chảy mạn tính, lưu giữ SeHCAT bất thường và phản ứng với các chất cô lập axit mật, trong trường hợp không có các rối loạn khác của ruột, là đặc trưng của kém hấp thu axit mật vô căn - còn được gọi là tiêu chảy axit mật nguyên phát. Những bệnh nhân này thường bị chẩn đoán nhầm là mắc hội chứng ruột kích thích, vì các bác sĩ lâm sàng không nhận ra tình trạng này, không nghĩ đến việc thực hiện xét nghiệm SeHCAT hoặc không có sẵn.
Đã có ít nhất 18 nghiên cứu về việc sử dụng xét nghiệm SeHCAT ở bệnh nhân mắc hội chứng ruột kích thích tiêu chảy chiếm ưu thế. Khi những dữ liệu này được kết hợp, 32% trong số 1223 bệnh nhân có thời gian duy trì SeHCAT 7 ngày dưới 10% và 80% trong số này báo cáo phản ứng với cholestyramine, một chất cô lập axit mật.